# Carlo Ponti
Carlo Fortunato Pietro Ponti (Magenta (Milà), 11 de desembre de 1912 - Ginebra, 10 de gener de 2007) va ser un productor de cinema italià. Espòs de Sophia Loren.

## Carrera professional
Carlo Ponti va néixer a Magenta, Itàlia i va estudiar dret a la Universitat de Milà. En acabar els seus estudis va començar a treballar en el bufet del seu pare en Milà, però molt aviat, a través de la negociació de contractes, es va involucrar en la indústria del cinema. El 1940, Ponti va intentar establir una indústria del cinema a Milà i va produir Piccolo Mondo Antico de Mario Soldati, amb la participació d'Alida Valli en el seu primer paper important. La pel·lícula està ambientada en els temps del la unificació d'Itàlia i tracta de les lluites entre austríacs i italians per a aconseguir l'annexió del nord d'Itàlia. En la Segona Guerra Mundial, resultava molt senzill identificar els austríacs amb els alemanys i la pel·lícula va ser un èxit. Finalment es va considerar que perjudicava les relacions amb l'Alemanya nazi i va ser retirada.
El 1941, Ponti va acceptar l'oferta de Lux Film i va produir una sèrie de pel·lícules comercials a Roma, protagonitzades pel còmic Totò. El 1954, va aconseguir el seu major assoliment artístic en produir (associat amb Dino de Laurentiis) La strada de Federico Fellini. No obstant això Fellini sempre va negar el mèrit de Ponti i va arribar a declarar que: «La strada es va fer malgrat Ponti i Dino de Laurentiis».
El 1965 va produir el que seria el seu major èxit comercial, Doctor Jivago de David Lean. Posteriorment produiria tres pel·lícules rellevants dirigides per Michelangelo Antonioni: Blow Up, Zabriskie Point i Professione: reporter.
Ponti també va ser el productor de pel·lícules com Guerra i pau de King Vidor, El pistoler de Cheyenne de George Cukor, Boccaccio 70 de Luchino Visconti i tres de Vittorio de Sica: Matrimonio all'italiana, Ahir, avui i demà i La ciociara, drama pel qual Sophia Loren va guanyar un Premi Oscar. També va produir Una jornada particular d'Ettore Scola i el film eròtic Flesh for Frankenstein, de Paul Morrissey.

## Vida personal
Cap a 1950, quan participava com a jurat en un concurs de bellesa, va conèixer a una aspirant a actriu anomenada Sofia Lazzaro, a la que va contractar per a participar en Anna. El 1952, el seu amic Goffredo Lombardo, cap de producció de Titanus, li va recomanar que canviés el seu nom pel de Sophia Loren. El 1957, Ponti va aconseguir a Mèxic el divorci de la seva primera dona (Giuliana Fiastri) i es va casar amb Sophia Loren per poders. A Itàlia el divorci no estava permès i se'l va informar que si tornava seria acusat de bígam i Sofía de concubina. Durant tres anys no va poder posar un peu a Itàlia. El 1960, va decidir adoptar la ciutadania francesa, i per a ajudar-lo, els seus fills i el seu exesposa també es van fer francesos. Finalment Giuliana es va divorciar del seu marit, permetent que Carlo es casés amb Sophia el 1966, a Sevres.
Ponti va coproduir diverses pel·lícules a Hollywood en les quals va participar Sophia Loren, encara que la majoria van ser fracassos de taquilla, va aconseguir forjar-se una reputació.
Ponti va sofrir dos intents fallits de segrest, en un dels quals el seu cotxe va ser tirotejat.
El 1979 Ponti va ser jutjat en absència per robatori de diners i obres d'art i condemnat a quatre anys de presó i a pagar la quantitat de 22 bilions de lires. Ponti no va acudir a la vista, ja que la seva nacionalitat francesa el feia immune a l'extradició. El 1990 va ser declarat lliure de càrrecs.

## Mort
Ponti va morir a Ginebra, Suïssa per complicacions pulmonars el 10 de gener de 2007. El sobreviuen la seva dona i els seus fills: Carlo, que de nen va treballar com a actor i que avui és director d'orquestra i director musical de l'Orquestra Simfònica de San Bernardino; Alessandro, productor de cinema; Edoardo, director de cinema; i Guendalina, la seva filla primogènita. El seu cos descansa al cementiri de Magenta.